# Eublemma polygramma
Eublemma polygramma — вид лускокрилих комах з родини еребід (Erebidae).

## Поширення
Вид населяє ксерофільні степи та луки Південної та Східної Європи, на Кавказі, у Туреччині.

## Опис
Розмах крил сягає 17–18 мм. Передні крила від світло-сірого до темно-сірого кольору з іржаво-бурою верхівковою плямою. Три тонкі поперечні смуги, сіро-білі або з іржавими вкрапленнями. Внутрішня і зовнішня смуги хвилясті, а центральна смуга пряма з видимим вигином на передньому краї крила.

## Спосіб життя
Імаго літають з травня по вересень. Личинки живляться листям повитиці (Cuscuta).